# Ужоцька сільська рада
| Ужоцька сільська рада — колишній орган місцевого самоврядування у Великоберезнянському районі Закарпатської області з адміністративним центром у с. Ужок. Сільській раді підпорядковані населені пункти: - с. Ужок |

## Склад ради
Рада складається з 14 депутатів та голови.

## Керівний склад сільської ради
| ПІБ                    | Основні відомості                                                                                  | Дата обрання | Дата звільнення |
| ---------------------- | -------------------------------------------------------------------------------------------------- | ------------ | --------------- |
| Лешко Михайло Іванович | Сільський голова, 1957 року народження, освіта, член Всеукраїнського об'єднання 'Батьківщина'      | 26.03.2006   | 31.10.2010      |
| Лешко Михайло Іванович | Сільський голова, 1957 року народження, освіта вища, член Всеукраїнського об'єднання 'Батьківщина' | 31.10.2010   |                 |

Примітка: таблиця складена за даними джерела

## Населення
Згідно з переписом УРСР 1989 року чисельність наявного населення сільської ради становила 827 осіб, з яких 396 чоловіків та 431 жінка.
За переписом населення України 2001 року в сільській раді мешкали 753 особи.

### Мова
Розподіл населення за рідною мовою за даними перепису 2001 року:
| Мова       | Відсоток |
| ---------- | -------- |
| українська | 99,48 %  |
| російська  | 0,52 %   |